# (7190) 1993 GB1
A (7190) 1993 GB1 a Naprendszer kisbolygóövében található aszteroida. Holt, H. E. fedezte fel 1993. április 15-én.